# Sule Olaleye
Sule Olaleye (ur. 10 października 1967) – nigeryjski tenisista stołowy, olimpijczyk.
Sule Olaleye po raz pierwszy uczestniczył w letnich igrzyskach olimpijskich w 1992 w Barcelonie, w wieku 24 lat. Podczas tych igrzysk wziął udział w dwóch konkurencjach tenisa stołowego: singlu, gdzie zajął 33. miejsce oraz deblu, gdzie zajął 17. miejsce.
Cztery lata później uczestniczył w Letnich Igrzyskach Olimpijskich 1996 w Atlancie, gdzie ponownie wziął udział w dwóch konkurencjach tenisa stołowego: singlu, gdzie zajął 49. miejsce oraz deblu, gdzie zajął 17. miejsce. Były to jego ostatnie igrzyska olimpijskie.